# Marco Dreosto
Marco Dreosto (Spilimbergo, 18 marzo 1969) è un politico italiano, senatore per la Lega dal 12 ottobre 2022.
Dal 2019 al 2022 ha inoltre la carica di europarlamentare.

## Biografia
Nasce a Spilimbergo (PN). Dopo gli studi in ambito economico e commerciale, ha intrapreso la carriera professionale nel settore del marketing e della comunicazione.

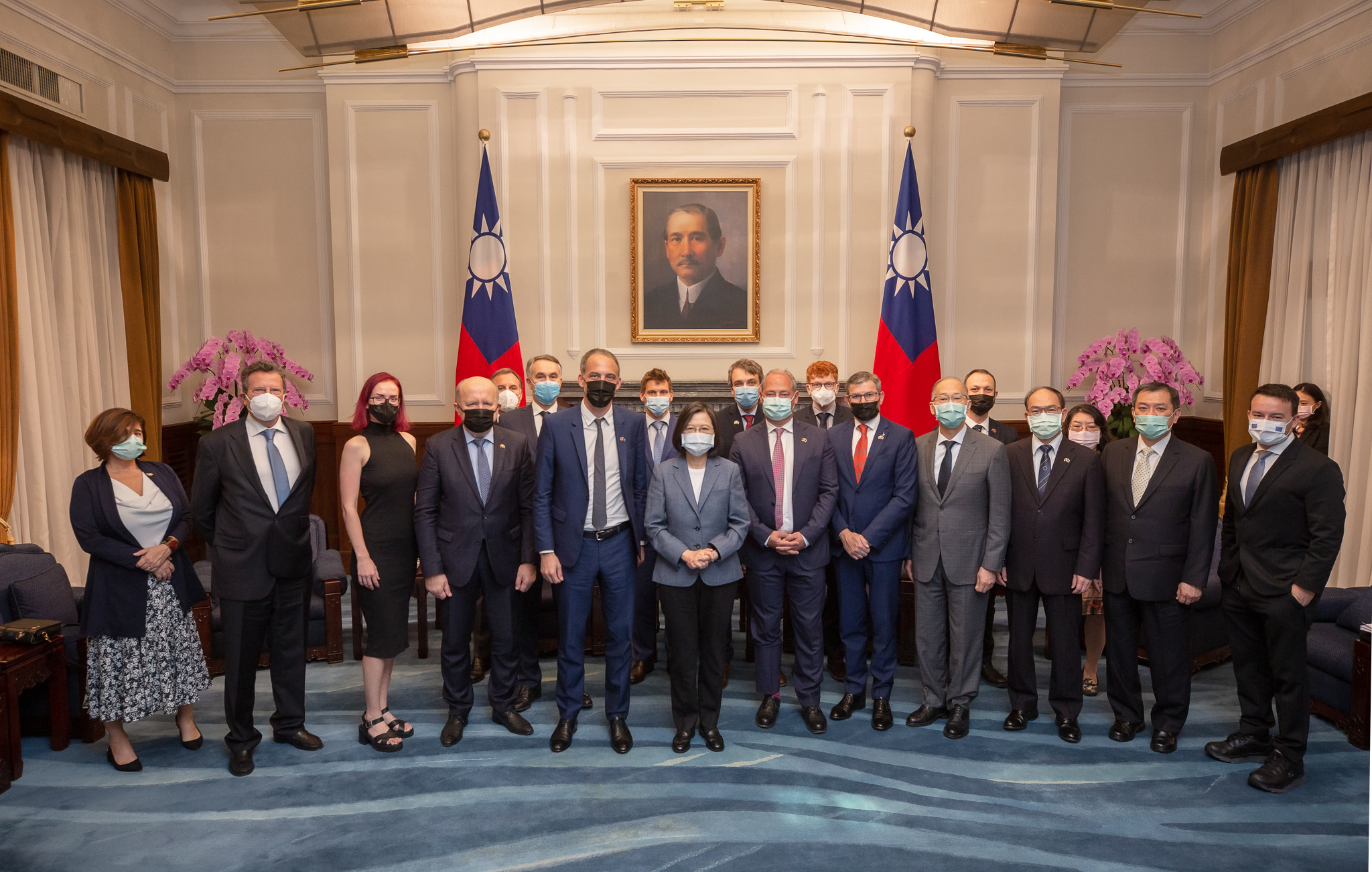
Marco Dreosto ricevuto assieme alla delegazione del Parlamento europeo dalla Presidente di Taiwan Tsai

## Attività politica
Dal 2008 ha ricoperto le cariche di consigliere comunale e assessore nel comune di Spilimbergo, consigliere delegato nella comunità montana del Friuli Occidentale, Vice Sindaco della Città del Mosaico e Vice Presidente dell’assemblea d’Ambito Assistenziale distretto nord FVG.
Dal 2018 è capogruppo della Lega nel Comune di Spilimbergo fino all'elezione ad europarlamentare, avvenuta il 26 maggio 2019, nella delegazione Lega Salvini Premier appartenente al gruppo Identità e Democrazia (ID).

## Parlamento europeo
All'interno del Parlamento Europeo, è stato membro della Commissione speciale sulle ingerenze straniere in tutti i processi democratici nell'Unione europea, inclusa la disinformazione (INGE), della Commissione ambiente, sanità pubblica e sicurezza alimentare (ENVI) e della Commissione per l’industria, la ricerca e l’energia (ITRE), nonché delle Delegazioni al comitato parlamentare di stabilizzazione e di associazione UE-Montenegro e UE-Serbia. 
Come europarlamentare è stato membro della prima missione del Parlamento europeo a Taiwan. Membro anche della delegazione del Parlamento europeo in visita a Washington durante i giorni di inizio della guerra in Ucraina (febbraio 2022). 
È stato inoltre vice presidente dell'intergruppo del Parlamento europeo sulla Biodiversità, caccia, spazio rurale e membro dell’intergruppo sulla persecuzione dei cristiani nel mondo.

## Senato della Repubblica
Alle elezioni politiche anticipate del 25 settembre 2022 viene candidato per il Senato come capolista nel collegio plurinominale del Friuli-Venezia Giulia risultando eletto.
Al Senato è componente titolare e segretario dell'Ufficio di Presidenza della Commissione esteri e difesa, membro sostituto della Commissione bilancio e membro della Delegazione parlamentare italiana presso l'Assemblea del Consiglio d'Europa. 
È stato relatore a diverse conferenze su temi di politica estera e di sicurezza  - tra cui i "Defense Days" 2022 e 2023 co-organizzati dalla Fondazione De Gasperi e dalla Nato - e autore di diversi editorialio interviste su queste tematiche e sull'importanza della cyber sicurezza..